# アダム・ダリウス
アダム・ダリウス （英語：Adam Darius, 1930年5月10日- ）は 、 アメリカ合衆国のダンサー、パントマイミスト、作家、振付師。
パフォーマーとして、6大陸80カ国以上で登場していた。作家として、本13冊、戯曲21冊を出版した。
BBCワールドサービスが制作したアダム・ダリウスのキャリアに関する番組で、20世紀有数の輝かしい才能を持つ人物として評された。
現在、フィンランドのヘルシンキに住んでいる。
2017年12月3日にフィンランドのエスポーで死去。